# Stephen Sondheim
Stephen Sondheim (22. března 1930 New York, New York, USA – 26. listopadu 2021 Roxbury, Connecticut) byl americký hudební skladatel a textař.
Pocházel z židovské rodiny a vyrůstal nejprve na Upper West Side na Manhattanu a po rozvodu rodičů na farmě nedaleko města Doylestown v Pensylvánii. Byl například autorem textů pro Bernsteinův muzikál West Side Story. Sám byl autorem například muzikálů A Funny Thing Happened on the Way to the Forum a Anyone Can Whistle. Kromě muzikálů skládal také filmovou a jinou divadelní hudbu.
Roku 1999 byl uveden do Songwriters Hall of Fame. Byl gay.